# Lily Collins
Lily Jane Collins, född 18 mars 1989 i Guildford, Surrey, är en brittisk-amerikansk skådespelare och modell. Hon är dotter till Phil Collins. 
Hon har haft huvudroller i filmer som Priest (2011), Abduction (2011) och Spegel, spegel (2012) i rollen som Snövit. Men hon blev först och främst uppmärksammad i The Blind Side  2009. Hennes första teaterskådespeleri ägde rum i pjäsen Barcelona under tre månader 2024–2025 i London på Duke of York's Theatre.

## Biografi
Collins är dotter till den engelska musikern Phil Collins och hans andra maka amerikanskan Jill Tavelman. Efter hennes föräldrars skilsmässa 1996 flyttade hon till Los Angeles med sin mor när hon var sju år. Collins är halvsyster till musikern Simon Collins och skådespelerskan Joely Collins från sin fars första äktenskap, och hon har två yngre halvbröder från sin fars tredje äktenskap. Som tonåring led Collins av en ätstörning, som hon senare avslöjade i sin bok Unfiltered: No Shame, No Regrets, Just Me.
I september 2020 eklaterade Collins förlovning med den amerikanske filmregissören Charlie McDowell, och de gifte sig i september 2021. I januari 2025 fick paret sitt första barn, flickan Tove, genom surrogatmamma.

## Filmografi

### Film
| År   | Titel                                      | Roll                    | Anteckningar              |
| ---- | ------------------------------------------ | ----------------------- | ------------------------- |
| 2009 | The Blind Side                             | Collins Tuohy           |                           |
| 2011 | Priest                                     | Lucy Pace               |                           |
| 2011 | Abduction                                  | Karen Murphy            |                           |
| 2012 | Spegel, spegel                             | Snövit                  |                           |
| 2012 | Stuck in Love                              | Samantha Borgens        |                           |
| 2013 | The English Teacher                        | Halle Anderson          |                           |
| 2013 | The Mortal Instruments: Stad av skuggor    | Clary Fray              |                           |
| 2014 | Love, Rosie                                | Rosie Dunne             |                           |
| 2016 | Rules Don't Apply                          | Marla Mabrey            |                           |
| 2017 | To the Bone                                | Ellen                   |                           |
| 2017 | Okja                                       | Red                     |                           |
| 2018 | A Wizard's Tale                            | Princess Dawn           | röstroll                  |
| 2019 | Extremely Wicked, Shockingly Evil and Vile | Elizabeth "Liz" Kendall |                           |
| 2019 | Tolkien                                    | Edith Bratt             |                           |
| 2020 | Inheritance                                | Lauren Monroe           |                           |
| 2020 | Mank                                       | Rita Alexander          |                           |
| 2022 | Windfall                                   | hustru                  | även producent            |
| 2024 | Sommarboken                                | —                       | endast exekutiv producent |
| 2024 | MaXXXine                                   | Molly Bennett           |                           |

### TV
| År        | Titel           | Roll          | Anteckningar                          |
| --------- | --------------- | ------------- | ------------------------------------- |
| 2009      | 90210           | Phoebe Abrams | 2 avsnitt                             |
| 2016–2017 | The Last Tycoon | Cecelia Brady | huvudroll; 9 avsnitt                  |
| 2018–2019 | Les Misérables  | Fantine       | 3 avsnitt                             |
| 2020–     | Emily in Paris  | Emily Cooper  | huvudroll; 30 avsnitt; även producent |